# Campeonato Cipriota de Futebol de 2016-17
O Campeonato Cipriota de Futebol de 2016-17 foi a 79º edição da liga de futebol do Chipre. O campeonato foi iniciado em 20 de agosto de 2016 e terminou em 21 de maio de 2017.
O detentor do título é o APOEL, que também venceu esta edição.

## Regulamento
A primeira fase consiste em 14 clubes jogando no formato de todos contra todos duas vezes, fazendo um total de 26 jogos para cada clube. As duas últimas equipes nesta fase será rebaixada à Segunda Divisão.
A segunda fase do campeonato é um play-off. Para esta fase, os 12 clubes restantes da primeira fase são separadas em dois grupos de seis em função da sua posição no final da primeira fase. Os seis primeiros jogam no grupo do campeonato, enquanto os outros 6 competem no grupo de rebaixamento. As equipes jogam entre si duas vezes para completar mais 10 partidas para cada clube. Ao final da segunda fase, o último colocado do grupo de descenso é rebaixada à Segunda Divisão.
O clube campeão é aquele que, no final da segunda fase, termina em primeiro no grupo do campeonato. Consequentemente, o campeão é classificado à segunda pré-eliminatória da UEFA Champions League 2017-18. O segundo e o terceiro jogarão a Liga Europa da UEFA 2017-18 a partir da primeira pré-eliminatória. A terceira vaga será para o campeão da copa nacional de 2016–17, que começará a partir da segunda pré-eliminatória.

## Primeira Fase

### Classificação
Atualizado em 13 de abril de 2017
| Pos | Equipes              | Pts | J  | V  | E | D  | GM | GS | SG  | Classificação ou rebaixamento |
| --- | -------------------- | --- | -- | -- | - | -- | -- | -- | --- | ----------------------------- |
| 1   | Apoel                | 62  | 26 | 19 | 5 | 2  | 62 | 16 | +46 | Grupo do Campeonato           |
| 2   | AEK Larnaca          | 58  | 26 | 17 | 7 | 2  | 54 | 19 | +35 | Grupo do Campeonato           |
| 3   | Apollon Limassol     | 57  | 26 | 17 | 6 | 3  | 56 | 19 | +37 | Grupo do Campeonato           |
| 4   | AEL Limassol         | 51  | 26 | 15 | 6 | 5  | 40 | 22 | +18 | Grupo do Campeonato           |
| 5   | Omonia Nicosia       | 50  | 26 | 15 | 5 | 6  | 56 | 37 | +19 | Grupo do Campeonato           |
| 6   | Anorthosis Famagusta | 39  | 26 | 10 | 9 | 7  | 39 | 27 | +12 | Grupo do Campeonato           |
| 7   | Ermis                | 35  | 26 | 10 | 5 | 11 | 35 | 41 | –6  | Grupo do Rebaixamento         |
| 8   | Nea Salamis          | 31  | 26 | 8  | 7 | 11 | 22 | 33 | –11 | Grupo do Rebaixamento         |
| 9   | Ethnikos             | 30  | 26 | 8  | 6 | 12 | 42 | 46 | –4  | Grupo do Rebaixamento         |
| 10  | Karmiotissa          | 27  | 26 | 7  | 6 | 13 | 30 | 53 | –23 | Grupo do Rebaixamento         |
| 11  | Aris                 | 24  | 26 | 6  | 6 | 14 | 30 | 52 | –22 | Grupo do Rebaixamento         |
| 12  | Doxa                 | 20  | 26 | 5  | 5 | 16 | 20 | 38 | –18 | Grupo do Rebaixamento         |
| 13  | AE Zakakiou          | 11  | 26 | 1  | 8 | 17 | 20 | 63 | –43 | Rebaixados à Segunda Divisão  |
| 14  | Anagennisi Dherynia  | 7   | 26 | 0  | 7 | 19 | 18 | 58 | –40 | Rebaixados à Segunda Divisão  |

## Segunda Fase

### Grupo do campeonato
Atualizado em 21 de maio de 2017.
| Pos | Equipes              | Pts | J  | V  | E  | D  | GM | GS | SG  | Classificação ou rebaixamento                     |
| --- | -------------------- | --- | -- | -- | -- | -- | -- | -- | --- | ------------------------------------------------- |
| 1   | Apoel                | 80  | 36 | 24 | 8  | 4  | 77 | 24 | +53 | Play-Offs da Liga dos Campeões da UEFA de 2017–18 |
| 2   | AEK Larnaca          | 76  | 36 | 22 | 10 | 4  | 66 | 28 | +38 | Classificados à Liga Europa                       |
| 3   | Apollon Limassol     | 73  | 36 | 21 | 10 | 5  | 71 | 30 | +41 | Classificados à Liga Europa                       |
| 4   | AEL Limassol         | 66  | 36 | 19 | 9  | 8  | 53 | 36 | +17 |                                                   |
| 5   | Omonia Nicosia       | 60  | 36 | 18 | 6  | 12 | 69 | 56 | +14 |                                                   |
| 6   | Anorthosis Famagusta | 47  | 36 | 12 | 11 | 13 | 48 | 41 | +7  |                                                   |

### Grupo do rebaixamento
Atualizado em 21 de maio de 2017
| Pos | Equipes     | Pts | J  | V  | E  | D  | GM | GS | SG  | Classificação ou rebaixamento  |
| --- | ----------- | --- | -- | -- | -- | -- | -- | -- | --- | ------------------------------ |
| 1   | Ermis       | 48  | 36 | 14 | 6  | 16 | 51 | 61 | –10 | Permanecem na Primeira Divisão |
| 2   | Nea Salamis | 45  | 36 | 12 | 9  | 15 | 33 | 44 | –11 | Permanecem na Primeira Divisão |
| 3   | Ethnikos    | 43  | 36 | 11 | 10 | 15 | 57 | 66 | –9  | Permanecem na Primeira Divisão |
| 4   | Aris        | 41  | 36 | 11 | 8  | 17 | 47 | 65 | –18 | Permanecem na Primeira Divisão |
| 5   | Doxa        | 37  | 36 | 10 | 7  | 19 | 40 | 52 | –12 | Permanecem na Primeira Divisão |
| 6   | Karmiotissa | 37  | 36 | 10 | 7  | 19 | 47 | 71 | –24 | Rebaixado à Segunda Divisão    |

## Estatísticas

### Artilheiros
Atualizado em 21 de maio de 2017
| Pos. | Jogador         | Equipe                             | Gols |
| ---- | --------------- | ---------------------------------- | ---- |
| 1    | Matt Derbyshire | Omonia Nicosia                     | 24   |
| 2    | Pieros Sotiriou | Apoel                              | 21   |
| 3    | Nika Kacharava  | Ethnikos                           | 16   |
| 4    | Emilio Zelaya   | Ethnikos                           | 15   |
| 5    | Ivan Tričkovski | AEK Larnaca                        | 14   |
| 5    | Fotios Papoulis | Apollon Limassol                   | 14   |
| 7    | Rogério         | Aris                               | 13   |
| 7    | Edward Masinwa  | Ermis                              | 13   |
| 9    | André Alves     | Anorthosis Famagusta / AEK Larnaca | 12   |
| 9    | Alex da Silva   | Apollon Limassol                   | 12   |

### Hat-tricks
Atualizado em 21 de maio de 2017
| Jogador               | Para                 | Contra      | Resultado | Data                    | Ref.   |
| --------------------- | -------------------- | ----------- | --------- | ----------------------- | ------ |
| Konstantinos Pangalos | AE Zakakiou          | Ethnikos    | 3–1       | 21 de agosto de 2016    | [ 5 ]  |
| Nassir Maachi4        | Nea Salamis          | AE Zakakiou | 5–1       | 24 de setembro de 2016  | [ 6 ]  |
| Nika Kacharava4       | Ethnikos             | Karmiotissa | 4–2       | 29 de outubro de 2016   | [ 7 ]  |
| Matt Derbyshire       | Omonia Nicosia       | Ethnikos    | 3–2       | 4 de janeiro de 2017    | [ 8 ]  |
| Pieros Sotiriou       | Apoel                | Aris        | 5–0       | 8 de janeiro de 2017    | [ 9 ]  |
| Edward Mashinya       | Ermis                | AE Zakakiou | 4–0       | 18 de fevereiro de 2017 | [ 10 ] |
| André Alves           | Anorthosis Famagusta | Ethnikos    | 4–2       | 19 de fevereiro de 2017 | [ 11 ] |
| Rogério               | Aris                 | Ethnikos    | 3–1       | 4 de março de 2017      | [ 12 ] |
| Nassir Maachi         | Nea Salamis          | Doxa        | 3–0       | 21 de maio de 2017      | [ 13 ] |
| Alejandro Barbaro     | Karmiotissa          | Aris        | 5–1       | 21 de maio de 2017      | [ 14 ] |

4 Jogadores marcaram quatro gols.